# Milde therapeutische Hypothermie
Die milde therapeutische Hypothermie (MTH) ist der Zustand der als medizinische Maßnahme auf 32 bis 34 °C abgesenkten Körpertemperatur (Hypothermie). Sie wurde in die internationalen Leitlinien zur Reanimation von erwachsenen Patienten aufgenommen, trägt zur Erhöhung der Überlebensrate und zur Verbesserung des neurologischen Zustandes nach erfolgreichen Reanimationen bei und sollte frühest möglich veranlasst werden. Sie wird durch gezieltes Temperaturmanagement (targeted temperature management) erreicht.
Bewusstlose Patienten, die nach einem Herzstillstand infolge Kammerflimmern erfolgreich reanimiert wurden, sollen nach der ILCOR-Empfehlung vom 8. Juli 2003 für 12 bis 24 Stunden auf 32 bis 34 °C Körperkerntemperatur abgekühlt werden. Nach den 24 Stunden sollen sie langsam, mit höchstens 0,25–0,5 °C pro Stunde, wieder erwärmt werden. Dabei vermindern sich der Stoffwechsel und der Sauerstoffverbrauch des Gewebes, und es wird einer hypoxischen Gewebeschädigung vor allem des Gehirns vorgebeugt. Möglicherweise vermindert die niedrige Temperatur auch die Konzentration freier Sauerstoffradikale, die im vorgeschädigten Gewebe sonst weitere Zelluntergänge hervorrufen. Die Herzfrequenz verlangsamt sich, die sogenannten QRS-Komplexe im Elektrokardiogramm werden breiter, der Kalium-Spiegel im Blut sinkt, die Urinproduktion nimmt zu und der Blutzuckerspiegel kann steigen. Zudem kann eine reversible Pupillenerweiterung auftreten; weite lichtstarre Pupillen müssen bei einem unterkühlten Patienten daher nicht Anzeichen einer schweren Hirnschädigung sein. Eine Kühlung auf weitaus tiefere Temperaturen wird als tiefe Hypothermie bezeichnet, dabei kann es zu lebensgefährlichen Komplikationen wie Herzrhythmusstörungen, Stoffwechselentgleisungen, und Herzstillstand kommen.
Ein weiteres Anwendungsgebiet der MTH liegt in der Versorgung von Neugeborenen mit einer Asphyxie während des Geburtsvorganges. Durch die therapeutische Hypothermie kann nicht nur die Mortalität der Kinder gesenkt, sondern vor allem auch das neurologische Outcome verbessert werden. Patienten mit erhöhtem intrakraniellem Druck oder einem Herzinfarkt zeigen ein besseres, Patienten nach einem Schlaganfall sogar ein deutlich besseres Outcome, wenn sie mit einer milden therapeutischen Hypothermie behandelt werden.
Bei Patienten mit Polytrauma, Schädel-Hirn-Trauma oder massivem Blutverlust ist die milde therapeutische Hypothermie umstritten, da die Komplikationen, insbesondere Infektanfälligkeit und Wundheilungsstörungen, meist überwiegen.

## Kühltechniken

### Oberflächliche Kühlung
Eine oberflächliche Kühlung mit Kühldecken, Kühlzelten, kalter Waschung oder Eisbeuteln hat Nachteile: alle diese Verfahren sind nur begrenzt steuerbar. Insbesondere bei der Wiedererwärmung kann es erhebliche Probleme geben. Das gezielte Wiedererwärmen in 0,1- bis 0,5-°C-Schritten (siehe Leitlinien) ist nicht zu steuern. Bei übergewichtigen Patienten ist die Zieltemperatur kaum zu erreichen.

### Invasive Kühlung
- Die Kühlung mit speziellen Kühlkathetern mit bis zu 4 Kühlballons bietet gute Steuerbarkeit beim Kühlen und insbesondere beim Erwärmen; ein Fiebermanagement ist möglich.
- Die Kühlung kann auch extrakorporal, also außerhalb des Körpers, vermittelt werden (z. B. Dialyse, Heater-Cooler-Units HCU, Herz-Lungen-Maschine).
- Die Kühlung mittels kalter Infusion ist nur initial zu verwenden und mit Oberflächenkühlung zu kombinieren; es besteht die Gefahr des Reperfusionsschadens bei alleiniger Infusion und die der Volumenbelastung und des Lungenödems.[4]

## Studien zur Wirksamkeit
In der TTM-Studie 2013 genügte nach einem Herzstillstand schon die aktive Kühlung auf 36 °C. Die skandinavische Studie hatte allerdings eine Reanimationsrate durch Laien von 73 Prozent, fast viermal so viele wie in Deutschland. Es vergingen dort bis zur Reanimation im Median gerade einmal 60 Sekunden, was den Schaden verringert. Medizinische Fachgesellschaften wie der European Resuscitation Council empfehlen unter Bezugnahme auf die neuen Studien, bis auf 32 bis 34 °C zu kühlen. Eine Auswertung der INTCAR-Datenbank (international cardiac arrest registry) von Sendelbach zeigte 2012:
- Je fünf Minuten Verzögerung beim Einleiten der milden therapeutischen Hypothermie (MTH) bedeuten einen Anstieg des schlechten neurologischen Outcomes um 8 %.
- 30 Minuten Verzögerung beim Erreichen der Zieltemperatur von 32 bis 34 °C erhöhen die Rate eines schlechten neurologischen Outcomes um 17 %.
- Durchschnittlich benötigen Kliniken 94 Minuten bis zum Einleiten der MTH und 309 Minuten bis zum Erreichen der Zieltemperatur.

Andererseits ist der Nutzen der therapeutischen Hypothermie 2021 durch die TTM2-Studie in Frage gestellt worden: Eine Gruppe von 925 Patienten wurde bei Normothermie (≤ 37,5 °C) behandelt (bei Temperaturen ≥ 37,8 °C erfolgte eine äußere Kühlung und/oder eine Antipyretika-Gabe); 925 andere Patienten wurden für 28 Stunden auf 33 °C heruntergekühlt. Nach 6 Monaten betrug die Sterblichkeit in der Kontrollgruppe 48 %, in der Hypothermiegruppe 50 %. Das neurologische Outcome nach 6 Monaten war in beiden Gruppen gleich. Die Studie enthielt allerdings viele Patienten mit beobachtetem Kreislaufstillstand (91 %) und sofortiger Laienreanimation (80 %). Außerdem dauerte es mit im Mittel 180 Minuten vom Beginn der Intervention bis zum Erreichen von 34 °C recht lange, es stellt sich die Frage ob die Therapie hier noch wirksam sein konnte.
Ein 2023 veröffentlichter Cochrane-Review ergab, dass therapeutische Hypothermie nach erfolgreicher Wiederbelebung das Risiko von Hirnschäden verringern und die neurologischen Ergebnisse verbessern könnte, allerdings wurde die Evidenz als 'schwach' bewertet.